# Мітч Макконнелл
Аддісон Мітчелл «Мітч» Макконнелл-молодший (англ. Addison Mitchell «Mitch» McConnell, Jr.; нар. 20 лютого 1942, Шеффілд, Алабама) — американський політик-республіканець, сенатор США від штату Кентуккі з 1985 р. Із 2015 до 2021 року був лідером більшості у Сенаті, з 2021 — лідер меншості.
У 2003–2007 рр. партійний організатор більшості (третя особа у республіканській фракції Сенату), з 2007 до 2014 рр. був лідером сенатської меншості.

## Біографія
Він виріс у Луїсвіллі. Подолав поліомієліт у віці 2 років. У 1964 р. Макконнелл отримав ступінь бакалавра мистецтв з політичних наук в Університеті Луїсвілля. У 1967 р. він також отримав диплом юриста у Юридичному коледжі Університету Кентуккі, у тому ж році був прийнятий до колегії адвокатів штату.
З 1967 р. він працював особистим помічником сенаторів Джона Шермана Купера і Марлоу Кука. Під час президентства Джеральда Форда з 1974 по 1975 рр. Макконнелл був помічником Генерального прокурора США. Перед обранням до Сенату він працював окружним суддею в окрузі Джефферсон у своєму рідному штаті.
Макконнелл був вперше обраний до Сенату у 1984 році, і станом на 2020 рік переобирався на цю посаду п'ять разів (у 2020 році він балотується на чергових виборах до Сенату). У листопаді 2006 року він був обраний лідером республіканської меншості у Сенаті і обіймав цей пост до 2015 року, коли Республіканська партія отримала більшість у Сенаті і Макконнелл став лідером більшості. Макконнелл найдовше в історії обіймає пост лідера республіканців у Сенаті.
Серед ключових досягнень Макконнелла на посту лідера республіканської більшості у Сенаті — опозиція низці ініціатив президента-демократа Барака Обами; зокрема, успішне блокування кандидатури Меріка Ґарланда, запропонованої Обамою до Верховного суду у 2016 році, що згодом дозволило призначити нового суддю президенту-республіканцю Дональду Трампу. Також Макконнелл відомий успішною підтримкою програми Трампа у Сенаті, зокрема активного призначення суддів, у тому числі трьох суддів Верховного суду (Ніл Горсач, Бретт Кавано та Емі Коні Барретт).
Макконнелл одружений з Елейн Чао, яка обіймала посаду міністра праці в адміністрації Джорджа Буша-молодшого та обіймає посаду міністра транспорту в адміністрації Дональда Трампа. У пари є п'ять доньок. Макконнелл також має трьох дочок від першого шлюбу.

### Політика щодо України
24 лютого 2023 року Макконнелл висловився на підтримку військової допомоги Україні, зазначивши, що «для Сполучених Штатів і союзників по НАТО допомога українському народу для самооборони не є актом благодійності. Це пряма інвестиція в наші власні національні інтереси».
12 червня 2023 року під час виступу в Сенаті США Макконнелл підтвердив свою позицію щодо підтримки військової допомоги Україні, зазначивши, що «... постачання західної зброї на лінії фронту є прямою інвестицією у власну безпеку Америки ...».
Однак 5 грудня 2023 року Макконнелл оголосив, що закликатиме своїх партійних колег-республіканців голосувати проти надання додаткової допомоги Україні та Ізраїлю.

## Нагороди
- Орден «За заслуги» I ст. (Україна, 5 липня 2024) — за вагомий особистий внесок у зміцнення українсько-американського міждержавного співробітництва, підтримку державного суверенітету та територіальної цілісності України[6].